# Wagneau Eloi
Wagneau Eloi (Puerto Príncipe, Haití, 11 de septiembre de 1973) es un exfutbolista franco-haitiano. Fue seleccionador de Haití entre abril y noviembre de 2008.

## Trayectoria como jugador
Eloi se desempeñó en la posición de delantero jugando en clubes de Francia y Bélgica donde desarrolló toda su carrera. Se inició en el RC Lens, disputando su primer partido el 24 de julio de 1993 contra el Olympique de Marsella (derrota 0-1). Después de jugar entre 1995 y 1997 en el AS Nancy-Lorraine, regresó al RC Lens en la temporada 1997-1998, proclamándose campeón de Francia. Dos años después repitió título, esta vez en el AS Monaco, bajo las órdenes de Claude Puel.
Posteriormente jugó en el EA Guingamp (2002-2003) y, tras un breve retorno al RC Lens, terminó su carrera en Bélgica, primero en La Louvière (2004-2005) y después en el KSV Roeselare (2005-2007).

### Clubes como futbolista
| Club              | País    | Año       |
| ----------------- | ------- | --------- |
| RC Lens           | Francia | 1993-1995 |
| AS Nancy-Lorraine | Francia | 1995-1997 |
| RC Lens           | Francia | 1997-1998 |
| RC Lens           | Francia | 1998-1999 |
| AS Monaco         | Francia | 1998-1999 |
| AS Monaco         | Francia | 1999-2002 |
| EA Guingamp       | Francia | 2002-2003 |
| RC Lens           | Francia | 2003-2004 |
| La Louvière       | Bélgica | 2004-2005 |
| KSV Roeselare     | Bélgica | 2005-2007 |

## Trayectoria como entrenador

### Selección de Haití
El 8 de abril de 2008, Wagneau Eloi fue designado seleccionador de Haití, con el objetivo de clasificar a los haitianos al Mundial de Sudáfrica 2010. Debutó al mando de los Grenadiers, el 23 de abril de 2008, con una derrota 1-0 en un amistoso frente a Guatemala.
Durante las eliminatorias al Mundial de 2010, superó a Antillas Neerlandesas en la segunda ronda y logró clasificar a la tercera fase, en el grupo 3, junto con Costa Rica, El Salvador y Surinam. Solo pudo terminar en el 3° lugar del grupo, con tres empates en su haber, finalizando de esa manera su etapa como seleccionador.
Su balance estadístico al mando de los Grenadiers arroja los siguientes números: 12 partidos disputados, 2 victorias, 4 empates y 6 derrotas (27.8% de rendimiento).

### FC Miami City Champions
Desde entonces, Eloi fuecofundador y director técnico de la Academia de fútbol de campeones de EE. UU. Y jefe de entrenadores de FC Miami City Champions, la nueva franquicia de expansión de la Premier Development League de Miami, Florida.

## Palmarés

### Como futbolista

#### Campeonatos nacionales
| Título               | Club      | País    | Año       |
| -------------------- | --------- | ------- | --------- |
| Ligue 1              | RC Lens   | Francia | 1997-98   |
| Copa de la Liga      | RC Lens   | Francia | 1999      |
| Ligue 1              | AS Monaco | Francia | 1999-2000 |
| Supercopa de Francia | AS Monaco | Francia | 2000      |

#### Campeonatos internacionales
| Título               | Club    | País    | Año  |
| -------------------- | ------- | ------- | ---- |
| Copa Mundial Militar | Francia | Francia | 1995 |